# Robot Chicken/Episodenliste
Diese Episodenliste enthält alle Episoden der US-amerikanischen Computeranimationsserie Robot Chicken, sortiert nach der US-amerikanischen Erstausstrahlung. Die Fernsehserie umfasst derzeit elf Staffeln mit 220 Episoden und 13 Specials.

## Übersicht
| Staffel  | Episodenanzahl | Erstausstrahlung USA | Erstausstrahlung USA | Deutschsprachige Erstausstrahlung | Deutschsprachige Erstausstrahlung |
| Staffel  | Episodenanzahl | Staffelpremiere      | Staffelfinale        | Staffelpremiere                   | Staffelfinale                     |
| -------- | -------------- | -------------------- | -------------------- | --------------------------------- | --------------------------------- |
| 1        | 20             | 20. Februar 2005     | 18. Juli 2005        | 5. Dezember 2007                  | 1. September 2009                 |
| 2        | 20             | 2. April 2006        | 19. November 2006    | 10. Mai 2009                      | 21. Mai 2011                      |
| 3        | 20             | 12. August 2007      | 5. Oktober 2008      | 21. Mai 2011                      | 28. Februar 2017                  |
| 4        | 20             | 7. Dezember 2008     | 6. Dezember 2009     | 24. Dezember 2016                 | 26. Dezember 2016                 |
| 5        | 20             | 12. Oktober 2010     | 15. Januar 2012      | 1. März 2015                      | 3. Mai 2015                       |
| 6        | 20             | 16. September 2012   | 17. Februar 2013     | 10. Mai 2015                      | 9. September 2015                 |
| 7        | 20             | 13. April 2014       | 7. Dezember 2014     | 2. Februar 2016                   | 15. Februar 2016                  |
| 8        | 20             | 25. Oktober 2015     | 15. Mai 2016         | 25. September 2016                | 4. Oktober 2016                   |
| 9        | 20             | 10. Dezember 2017    | 22. Juli 2018        | 26. Februar 2018                  | 8. Oktober 2018                   |
| 10       | 20             | 29. September 2019   | 26. Juli 2020        | 3. Februar 2020                   | 20. Oktober 2020                  |
| Specials | 11             | 22. Dez. 2005        | 10. Dez. 2017        | 22. Dez. 2009                     | 26. Feb. 2018                     |
| 11       | 20             | 7. September 2021    | 11. April 2022       |                                   |                                   |

## Staffel 1
| Nr. (ges.) | Nr. (St.) | Deutscher Titel       | Originaltitel             | Erstausstrahlung USA | Deutschsprachige Erstausstrahlung (D) | Regie                             | Drehbuch                                                                              |
| ---------- | --------- | --------------------- | ------------------------- | -------------------- | ------------------------------------- | --------------------------------- | ------------------------------------------------------------------------------------- |
| 1          | 1         | Müll im Kofferraum    | Junk in the Trunk         | 20. Feb. 2005        | 16. Jan. 2008                         | Chris Finnegan & Matthew Senreich | Seth Green, Matthew Senreich, Pat McCallum & Douglas Goldstein                        |
| 2          | 2         | Nussknacker-Suite     | Nutcracker Sweet          | 27. Feb. 2005        | 2. Jan. 2008                          | Douglas Goldstein                 | Seth Green, Matthew Senreich & Mike Fasolo                                            |
| 3          | 3         | Goldstaub-Sprit       | Gold Dust Gasoline        | 6. März 2005         | 19. Dez. 2007                         | Tom Root                          | Seth Green, Matthew Senreich & Mike Fasolo                                            |
| 4          | 4         | Plastikbüffet         | Plastic Buffet            | 13. März 2005        | 12. Dez. 2007                         | Tom Root                          | Seth Green, Matthew Senreich, Mike Fasolo, Tom Root & Douglas Goldstein               |
| 5          | 5         | Viel los im Kiez      | Toyz in the Hood          | 20. März 2005        | 23. Jan. 2008                         | Matthew Senreich                  | Seth Green, Matthew Senreich, Mike Fasolo & Pat McCallum                              |
| 6          | 6         | Gemüseorgie           | Vegetable Funfest         | 27. März 2005        | 12. Dez. 2007                         | Douglas Goldstein                 | Seth Green, Matthew Senreich & Mike Fasolo                                            |
| 7          | 7         | Ein bisschen Action   | A Piece of the Action     | 3. Apr. 2005         | 9. Jan. 2008                          | Seth Green                        | Seth Green, Matthew Senreich, Mike Fasolo & Pat McCallum                              |
| 8          | 8         | Hinter den Kulissen   | The Deep End              | 10. Apr. 2005        | 16. Jan. 2008                         | Seth Green                        | Seth Green, Matthew Senreich, Mike Fasolo, Pat McCallum, Douglas Goldstein & Tom Root |
| 9          | 9         | Yakuza-Blues          | S&M Present               | 17. Apr. 2005        | 5. Dez. 2007                          | Tom Root                          | Seth Green, Matthew Senreich, Mike Fasolo & Pat McCallum                              |
| 10         | 10        | Badunkadunk           | Badunkadunk               | 24. Apr. 2005        | 23. Jan. 2008                         | Seth Green                        | Seth Green, Matthew Senreich & Mike Fasolo                                            |
| 11         | 11        | Toy Meets Girl        | Toy Meets Girl            | 1. Mai 2005          | 30. Jan. 2008                         | Matthew Senreich                  | Seth Green, Matthew Senreich & Mike Fasolo & Pat McCallum                             |
| 12         | 12        | Mitternachts-Snack    | Midnight Snack            | 15. Mai 2005         | 5. Dez. 2007                          | Seth Green                        | Seth Green, Matthew Senreich, Mike Fasolo & Pat McCallum                              |
| 13         | 13        | Schlumpfmörder        | Atta Toy                  | 22. Mai 2005         | 6. Feb. 2008                          | Matthew Senreich                  | Seth Green, Matthew Senreich, Mike Fasolo, Douglas Goldstein & Tom Root               |
| 14         | 14        | Joint Point           | Joint Point               | 5. Juni 2005         | 5. Dez. 2007                          | Douglas Goldstein                 | Seth Green, Matthew Senreich & Mike Fasolo                                            |
| 15         | 15        | Planschbecken         | Kiddie Pool               | 12. Juni 2005        | 19. Dez. 2007                         | Douglas Goldstein                 | Seth Green, Matthew Senreich, Mike Fasolo, Douglas Goldstein, Tom Root                |
| 16         | 16        | Albtraum-Generator    | Nightmare Generator       | 19. Juni 2005        | 9. Jan. 2008                          | Matthew Senreich                  | Seth Green, Matthew Senreich, Mike Fasolo, Pat McCallum                               |
| 17         | 17        | Damals im Ferienlager | Operation: Rich in Spirit | 26. Juni 2005        | 6. Feb. 2008                          | Seth Green                        | Seth Green, Matthew Senreich & Pat McCallum                                           |
| 18         | 18        | Reinfall              | The Sack                  | 3. Juli 2005         | 2. Jan. 2008                          | Matthew Senreich                  | Seth Green, Matthew Senreich, Mike Fasolo & Pat McCallum                              |
| 18A        | 18A       | Der Reinfall          | Adultizzle Swizzle        | 16. Mai 2008         | 1. Sep. 2009                          | Matthew Senreich                  | Seth Green, Matthew Senreich, Mike Fasolo & Pat McCallum                              |
| 19         | 19        | Wiedergeburt          | That Hurts Me             | 10. Juli 2005        | 13. Feb. 2008                         | Matthew Senreich                  | Seth Green, Matthew Senreich & Mike Fasolo                                            |
| 20         | 20        | Tollkirsche           | The Black Cherry          | 18. Juli 2005        | 12. Apr. 2009                         | Douglas Goldstein                 | Seth Green, Matthew Senreich & Mike Fasolo                                            |

## Staffel 2
| Nr. (ges.) | Nr. (St.) | Deutscher Titel            | Originaltitel                     | Erstausstrahlung USA | Deutschsprachige Erstausstrahlung (D) | Regie             | Drehbuch |
| ---------- | --------- | -------------------------- | --------------------------------- | -------------------- | ------------------------------------- | ----------------- | --- |
| 21         | 1         | Friss das!                 | Suck It                           | 2. Apr. 2006         | 10. Mai 2009                          | Seth Green        | Seth Green, Matthew Senreich, Mike Fasolo, Charles Horn & Breckin Meyer                                                                |
| 22         | 2         | Zeitmaschinen-Pogo         | Federated Resources               | 9. Apr. 2006         | 24. Mai 2009                          | Seth Green        | Seth Green, Matthew Senreich, Mike Fasolo, Charles Horn & Breckin Meyer                                                                |
| 23         | 3         | Kulturschocker             | Easter Basket                     | 16. Apr. 2006        | 10. Mai 2009                          | Tom Root          | Seth Green, Matthew Senreich, Mike Fasolo, Charles Horn & Breckin Meyer                                                                |
| 24         | 4         | Es kann nur eine geben     | Celebrity Rocket                  | 23. Apr. 2006        | 17. Mai 2009                          | Tom Root          | Seth Green, Matthew Senreich, Mike Fasolo, Charles Horn, Breckin Meyer, Jordan Allen-Dutton & Erik Weiner                              |
| 25         | 5         | Dracheneier                | Dragon Nuts                       | 30. Apr. 2006        | 24. Mai 2009                          | Douglas Goldstein | Seth Green, Matthew Senreich, Mike Fasolo, Charles Horn, Breckin Meyer, Jordan Allen-Dutton & Erik Weiner                              |
| 26         | 6         | 1987                       | 1987                              | 7. Mai 2006          | 17. Mai 2009                          | Douglas Goldstein | Seth Green, Matthew Senreich, Mike Fasolo, Charles Horn & Breckin Meyer                                                                |
| 27         | 7         | Zerbrochenes Porzellan     | Cracked China                     | 14. Mai 2006         | 31. Mai 2009                          | Matthew Senreich  | Seth Green, Matthew Senreich, Mike Fasolo, Charles Horn, Breckin Meyer, Jordan Allen-Dutton, Erik Weiner, Tom Root & Douglas Goldstein |
| 28         | 8         | Bugs „Eminem“ Bunny        | Rodigitti                         | 21. Mai 2006         | 3. Okt. 2009                          | Matthew Senreich  | Seth Green, Matthew Senreich, Mike Fasolo, Charles Horn, Breckin Meyer, Jordan Allen-Dutton, Erik Weiner, Tom Root & Douglas Goldstein |
| 29         | 9         | Jedi George Bush           | Massage Chair                     | 28. Mai 2006         | 10. Okt. 2009                         | Douglas Goldstein | Seth Green, Matthew Senreich, Mike Fasolo, Jordan Allen-Dutton & Erik Weiner                                                           |
| 30         | 10        | Password: Swordfish        | Password: Swordfish               | 4. Juni 2006         | 3. Okt. 2009                          | Matthew Senreich  | Seth Green, Matthew Senreich, Mike Fasolo, Jordan Allen-Dutton & Erik Weiner                                                           |
| 31         | 11        | Adoptions-Option           | Adoption's an Option              | 17. Sep. 2006        | 10. Okt. 2009                         | Tom Root          | Seth Green, Matthew Senreich, Mike Fasolo, Jordan Allen-Dutton, Erik Weiner, Dan Milano, Hugh Davidson, Douglas Goldstein & Tom Root   |
| 32         | 12        | Octopussy                  | The Munnery                       | 24. Sep. 2006        | 10. Okt. 2009                         | Douglas Goldstein | Seth Green, Matthew Senreich, Mike Fasolo, Dan Milano, Hugh Davidson, Douglas Goldstein & Tom Root                                     |
| 33         | 13        | Ein Käfer voller Helden    | Metal Militia                     | 1. Okt. 2006         | 4. Mai 2010                           | Seth Green        | Seth Green, Matthew Senreich, Mike Fasolo, Jordan Allen-Dutton, Erik Weiner, Dan Milano, Hugh Davidson, Douglas Goldstein & Tom Root   |
| 34         | 14        | —                          | Veggies for Sloth                 | 8. Okt. 2006         | —                                     | Matthew Senreich  | Seth Green, Matthew Senreich, Mike Fasolo, Jordan Allen-Dutton, Erik Weiner, Dan Milano, Hugh Davidson, Douglas Goldstein & Tom Root   |
| 34         | 14A       | Was sich reimt ist gut     | Blankets in a Pig                 | 15. Juni 2006        | 4. Mai 2010                           | Matthew Senreich  | Seth Green, Matthew Senreich, Mike Fasolo, Jordan Allen-Dutton, Erik Weiner, Dan Milano, Hugh Davidson, Douglas Goldstein & Tom Root   |
| 35         | 15        | Wurst-Fest                 | Sausage Fest                      | 15. Okt. 2006        | 4. Mai 2010                           | Tom Root          | Seth Green, Matthew Senreich, Mike Fasolo, Dan Milano, Hugh Davidson, Douglas Goldstein & Tom Root                                     |
| 36         | 16        | Jesus und die Argonauten   | Drippy Pony                       | 22. Okt. 2006        | 4. Mai 2010                           | Douglas Goldstein | Seth Green, Matthew Senreich, Mike Fasolo, Dan Milano, Hugh Davidson, Douglas Goldstein & Tom Root                                     |
| 37         | 17        | Ein Tag im Zirkus          | Day at the Circus                 | 29. Okt. 2006        | 11. Mai 2010                          | Tom Root          | Seth Green, Matthew Senreich, Mike Fasolo, Jordan Allen-Dutton, Erik Weiner, Dan Milano, Hugh Davidson, Douglas Goldstein & Tom Root   |
| 38         | 18        | Große Therapie Abenteuer   | Lust for Puppets                  | 5. Nov. 2006         | 14. Mai 2011                          | Seth Green        | Seth Green, Matthew Senreich, Mike Fasolo, Jordan Allen-Dutton, Erik Weiner, Dan Milano, Hugh Davidson, Douglas Goldstein & Tom Root   |
| 39         | 19        | Das T-Team                 | Anne Marie's Pride / Donkey Punch | 12. Nov. 2006        | 14. Mai 2011                          | Seth Green        | Seth Green, Matthew Senreich, Mike Fasolo, Jordan Allen-Dutton, Erik Weiner, Dan Milano, Douglas Goldstein & Tom Root                  |
| 40         | 20        | Geister, Gobots und Gewalt | Book of Corrine                   | 19. Nov. 2006        | 21. Mai 2011                          | Matthew Senreich  | Seth Green, Matthew Senreich, Mike Fasolo, Jordan Allen-Dutton, Erik Weiner, Dan Milano, Douglas Goldstein & Tom Root                  |

## Staffel 3
| Nr. (ges.) | Nr. (St.) | Deutscher Titel                              | Originaltitel                                | Erstausstrahlung USA | Deutschsprachige Erstausstrahlung (D) | Regie                          | Drehbuch |
| ---------- | --------- | -------------------------------------------- | -------------------------------------------- | -------------------- | ------------------------------------- | ------------------------------ | --- |
| 41         | 1         | Werwolf vs. Einhorn                          | Werewolf vs. Unicorn                         | 12. Aug. 2007        | 21. Mai 2011                          | Chris McKay                    | Seth Green, Matthew Senreich, Mike Fasolo, Douglas Goldstein, Tom Root, Zeb Wells & Kevin Shinick                |
| 42         | 2         | Die Masturbusters                            | Squaw Bury Shortcake                         | 19. Aug. 2007        | 28. Mai 2011                          | Chris McKay                    | Seth Green, Matthew Senreich, Mike Fasolo, Douglas Goldstein, Tom Root, Zeb Wells & Kevin Shinick                |
| 43         | 3         | Achterbahn                                   | Rabbits on a Roller Coaster                  | 26. Aug. 2007        | 4. Juni 2011                          | Chris McKay                    | Seth Green, Matthew Senreich, Mike Fasolo, Douglas Goldstein, Tom Root, Zeb Wells & Kevin Shinick                |
| 44         | 4         | Jungfräulichkeit und andere Peinlichkeiten   | Tapping a Hero                               | 2. Sep. 2007         | 4. Juni 2011                          | Seth Green & Chris McKay       | Seth Green, Matthew Senreich, Mike Fasolo, Douglas Goldstein, Tom Root, Zeb Wells & Kevin Shinick                |
| 45         | 5         | Schuh                                        | Shoe                                         | 9. Sep. 2007         | 11. Juni 2011                         | Chris McKay                    | Seth Green, Matthew Senreich, Mike Fasolo, Harp Pekin, Tom Root, Ben Schwartz, Kevin Shinick & Douglas Goldstein |
| 46         | 6         | Endlos Sinnlos                               | Endless Breadsticks                          | 16. Sep. 2007        | 11. Juni 2011                         | Chris McKay                    | Seth Green, Matthew Senreich, Mike Fasolo, Harp Pekin, Tom Root, Ben Schwartz, Kevin Shinick & Douglas Goldstein |
| 47         | 7         | Das Ende der Dinosaurier                     | Yancy the Yo-Yo Boy                          | 23. Sep. 2007        | 14. Feb. 2017                         | Matthew Senreich               | Seth Green, Matthew Senreich, Mike Fasolo, Harp Pekin, Tom Root, Ben Schwartz, Kevin Shinick & Douglas Goldstein |
| 48         | 8         | Der Wetter-Dominator                         | More Blood, More Chocolate                   | 30. Sep. 2007        | 21. Feb. 2017                         | Chris McKay                    | Seth Green, Matthew Senreich, Mike Fasolo, Harp Pekin, Tom Root, Ben Schwartz, Kevin Shinick & Douglas Goldstein |
| 49         | 9         | Ein Haufen Shazbot                           | Celebutard Mountain                          | 7. Okt. 2007         | 28. Feb. 2017                         | Chris McKay                    | Seth Green, Matthew Senreich, Mike Fasolo, Kevin Shinick & Breckin Meyer                                         |
| 50         | 10        | Für eine Handvoll Quarktaschen               | Moesha Poppins                               | 21. Okt. 2007        | 24. Dez. 2016                         | Seth Green                     | Seth Green, Matthew Senreich, Mike Fasolo, Breckin Meyer, Kevin Shinick, Douglas Goldstein & Tom Root            |
| 51         | 11        | Der Wind der Freiheit                        | Ban on the Fun                               | 28. Okt. 2007        | 24. Dez. 2016                         | Matthew Senreich & Chris McKay | Seth Green, Matthew Senreich, Mike Fasolo, Breckin Meyer & Kevin Shinick                                         |
| 52         | 12        | Krieg der Promis                             | Losin' the Wobble                            | 4. Nov. 2007         | 24. Dez. 2016                         | Chris McKay                    | Seth Green, Matthew Senreich, Mike Fasolo, Breckin Meyer & Kevin Shinick                                         |
| 53         | 13        | Völlig verschlumpft                          | Slaughterhouse on the Prairie                | 11. Nov. 2007        | 24. Dez. 2016                         | Chris McKay                    | Seth Green, Matthew Senreich, Mike Fasolo, Breckin Meyer, Kevin Shinick & Tom Root                               |
| 54         | 14        | Durchgeknallte Weihnachten mit Robot Chicken | Robot Chicken's Half-Assed Christmas Special | 9. Dez. 2007         | 24. Dez. 2016                         | Matthew Senreich               | Seth Green, Matthew Senreich, Mike Fasolo, Zeb Wells, Kevin Shinick, Tom Root & Ben Schwartz                     |
| 55         | 15        | Was ist die Pac-Mantrix?                     | Tubba-Bubba's Now Hubba-Hubba                | 1. Apr. 2008         | 28. Mai 2011                          | Chris McKay                    | Seth Green, Matthew Senreich, Mike Fasolo, Zeb Wells, Kevin Shinick, Tom Root & Ben Schwartz                     |
| 56         | 16        | Das Schönste im Leben                        | Boo Cocky                                    | 7. Sep. 2008         | 24. Dez. 2016                         | Chris McKay                    | Seth Green, Matthew Senreich, Mike Fasolo, Erik Weiner, Tom Root, Douglas Goldstein & Hugh Davidson              |
| 57         | 17        | Sinn-City                                    | Bionic Cow                                   | 14. Sep. 2008        | 24. Dez. 2016                         | Chris McKay                    | Seth Green, Matthew Senreich, Mike Fasolo, Erik Weiner, Tom Root, Douglas Goldstein & Hugh Davidson              |
| 58         | 18        | Vibratron in geheimer Mission                | Monstourage                                  | 21. Sep. 2008        | 24. Dez. 2016                         | Chris McKay                    | Seth Green, Matthew Senreich, Mike Fasolo, Erik Weiner, Tom Root, Douglas Goldstein & Hugh Davidson              |
| 59         | 19        | Ocean’s 38                                   | President Evil                               | 28. Sep. 2008        | 25. Dez. 2016                         | Chris McKay                    | Seth Green, Matthew Senreich, Mike Fasolo, Erik Weiner, Tom Root, Douglas Goldstein & Hugh Davidson              |
| 60         | 20        | Captain Texas rettet die Welt                | Chirlaxx                                     | 5. Okt. 2008         | 25. Dez. 2016                         | Seth Green                     | Seth Green, Matthew Senreich, Mike Fasolo, Erik Weiner, Tom Root, Douglas Goldstein & Hugh Davidson              |

## Staffel 4
| Nr. (ges.) | Nr. (St.) | Deutscher Titel                       | Originaltitel                         | Erstausstrahlung USA | Deutschsprachige Erstausstrahlung (TNT Comedy) | Regie                       | Drehbuch |
| ---------- | --------- | ------------------------------------- | ------------------------------------- | -------------------- | ---------------------------------------------- | --------------------------- | --- |
| 61         | 1         | Nur die Höhepunkte                    | Help Me                               | 7. Dez. 2008         | 25. Dez. 2016                                  | Chris McKay                 | Seth Green, Matthew Senreich, Mike Fasolo, Douglas Goldstein, Tom Root, Zeb Wells, Kevin Shinick, Hugh Davidson & Geoff Johns                             |
| 62         | 2         | Freitag, der 13.                      | They Took My Thumbs                   | 14. Dez. 2008        | 25. Dez. 2016                                  | Chris McKay                 | Seth Green, Matthew Senreich, Mike Fasolo, Douglas Goldstein, Tom Root, Zeb Wells, Kevin Shinick, Hugh Davidson & Geoff Johns                             |
| 63         | 3         | Weiße Weihnacht mit James Bond        | I'm Trapped                           | 21. Dez. 2008        | 25. Dez. 2016                                  | Chris McKay                 | Seth Green, Matthew Senreich, Mike Fasolo, Douglas Goldstein, Tom Root, Zeb Wells, Kevin Shinick, Hugh Davidson & Geoff Johns                             |
| 64         | 4         | Immer Ärger mit Miley                 | In a DVD Factory                      | 28. Dez. 2008        | 25. Dez. 2016                                  | Chris McKay                 | Seth Green, Matthew Senreich, Mike Fasolo, Douglas Goldstein, Tom Root, Zeb Wells, Kevin Shinick, Hugh Davidson, Geoff Johns                              |
| 65         | 5         | Kniet nieder vor dem Piano-Gott       | Tell My Mom                           | 4. Jan. 2009         | 25. Dez. 2016                                  | Chris McKay                 | Seth Green, Matthew Senreich, Mike Fasolo, Douglas Goldstein, Tom Root, Zeb Wells, Kevin Shinick & Breckin Meyer                                          |
| 66         | 6         | Landos Heldentaten                    | P.S. Yes, In That Way                 | 11. Jan. 2009        | 25. Dez. 2016                                  | Chris McKay                 | Seth Green, Matthew Senreich, Mike Fasolo, Douglas Goldstein, Tom Root, Zeb Wells, Kevin Shinick & Breckin Meyer                                          |
| 67         | 7         | Baby-Terminator                       | Love, Maurice                         | 18. Jan. 2009        | 25. Dez. 2016                                  | Chris McKay                 | Seth Green, Matthew Senreich, Mike Fasolo, Douglas Goldstein, Tom Root, Zeb Wells, Kevin Shinick & Breckin Meyer                                          |
| 68         | 8         | Monster Trucks & harte Hügel          | Two Weeks Without Food                | 25. Jan. 2009        | 25. Dez. 2016                                  | Chris McKay                 | Seth Green, Matthew Senreich, Mike Fasolo, Douglas Goldstein, Tom Root, Zeb Wells, Kevin Shinick, Hugh Davidson & Geoff Johns                             |
| 69         | 9         | Die Verurteilten von Arkham           | But Not In That Way                   | 1. Feb. 2009         | 25. Dez. 2016                                  | Chris McKay                 | Seth Green, Matthew Senreich, Mike Fasolo, Douglas Goldstein, Tom Root, Zeb Wells, Kevin Shinick & Breckin Meyer                                          |
| 70         | 10        | Das tragische Schicksal des Freddy K. | I Love Her                            | 8. Feb. 2009         | 26. Dez. 2016                                  | Chris McKay                 | Seth Green, Matthew Senreich, Mike Fasolo, Douglas Goldstein, Tom Root, Zeb Wells, Kevin Shinick & Breckin Meyer                                          |
| 71         | 11        | Die Schokoschnecken vom Amazonas      | We Are a Humble Factory               | 26. Juli 2009        | 26. Dez. 2016                                  | Chris McKay                 | Seth Green, Matthew Senreich, Mike Fasolo, Douglas Goldstein, Tom Root, Zeb Wells, Kevin Shinick & Hugh Davidson                                          |
| 72         | 12        | Wo liegt Mordor?                      | Maurice Was Caught                    | 2. Aug. 2009         | 26. Dez. 2016                                  | Chris McKay & Kevin Shinick | Seth Green, Matthew Senreich, Mike Fasolo, Douglas Goldstein, Tom Root, Zeb Wells, Kevin Shinick, Hugh Davidson & Chris McKay                             |
| 73         | 13        | Schlümpfe vs. Schnorchels             | Unionizing Our Labor                  | 9. Aug. 2009         | 26. Dez. 2016                                  | Chris McKay                 | Seth Green, Matthew Senreich, Mike Fasolo, Douglas Goldstein, Tom Root, Zeb Wells, Kevin Shinick & Hugh Davidson                                          |
| 74         | 14        | Warum denn so ernst?                  | President Hu Forbids It               | 16. Aug. 2009        | 26. Dez. 2016                                  | Chris McKay                 | Seth Green, Matthew Senreich, Mike Fasolo, Douglas Goldstein, Zeb Wells, Kevin Shinick & Hugh Davidson                                                    |
| 75         | 15        | Augen zu und durch                    | Due to Constraints of Time and Budget | 23. Aug. 2009        | 26. Dez. 2016                                  | Chris McKay                 | Seth Green, Matthew Senreich, Mike Fasolo, Douglas Goldstein, Jordan Allen-Dutton, Kevin Shinick & Erik Weiner                                            |
| 76         | 16        | Theobromin                            | The Ramblings of Maurice              | 30. Aug. 2009        | 26. Dez. 2016                                  | Chris McKay                 | Seth Green, Matthew Senreich, Mike Fasolo & Douglas Goldstein                                                                                             |
| 77         | 17        | Systemcheck                           | Cannot Be Erased, So Sorry            | 6. Sep. 2009         | 26. Dez. 2016                                  | Chris McKay                 | Seth Green, Matthew Senreich, Mike Fasolo, Douglas Goldstein, Jordan Allen-Dutton, Kevin Shinick, Erik Weiner & Tom Root                                  |
| 78         | 18        | Ein Salto der Bußfertigkeit           | Please Do Not Notify Our Contractors  | 13. Sep. 2009        | 26. Dez. 2016                                  | Chris McKay                 | Seth Green, Matthew Senreich, Mike Fasolo, Douglas Goldstein, Jordan Allen-Dutton, Kevin Shinick, Erik Weiner & Tom Root                                  |
| 79         | 19        | Dooferfield                           | Especially the Animal Keith Crofford! | 20. Sep. 2009        | 24. Dez. 2016                                  | Chris McKay                 | Seth Green, Matthew Senreich, Mike Fasolo, Douglas Goldstein, Jordan Allen-Dutton, Kevin Shinick, Erik Weiner, Tom Root, Matthew Ireland Beans, Zeb Wells |
| 80         | 20        | Die notorische Weihnachtsepisode      | Dear Consumer                         | 6. Dez. 2009         | 26. Dez. 2016                                  | Chris McKay                 | Seth Green, Matthew Senreich, Mike Fasolo, Douglas Goldstein, Jordan Allen-Dutton, Kevin Shinick, Erik Weiner & Tom Root                                  |

## Staffel 5
| Nr. (ges.) | Nr. (St.) | Deutscher Titel                              | Originaltitel                               | Erstausstrahlung USA | Deutschsprachige Erstausstrahlung (TNT Serie) | Regie       | Drehbuch |
| ---------- | --------- | -------------------------------------------- | ------------------------------------------- | -------------------- | --------------------------------------------- | ----------- | --- |
| 81         | 1         | Das nächste Robot Chicken Weihnachts-Special | Robot Chicken's DP Christmas Special        | 12. Okt. 2010        | 15. März 2015                                 | Chris McKay | Seth Green, Matthew Senreich, Mike Fasolo, Douglas Goldstein, Tom Root & Zeb Wells                                                                    |
| 82         | 2         | Krieg der Sternchen                          | Saving Private Gigli                        | 9. Jan. 2011         | 1. März 2015                                  | Chris McKay | Seth Green, Matthew Senreich, Mike Fasolo, Douglas Goldstein, Tom Root, Zeb Wells, Matthew Ireland Beans, Eric Schaar & Breckin Meyer                 |
| 83         | 3         | Der mit dem Schlumpf tanzt                   | Terms of Endaredevil                        | 16. Jan. 2011        | 1. März 2015                                  | Chris McKay | Seth Green, Matthew Senreich, Mike Fasolo, Douglas Goldstein, Tom Root, Zeb Wells, Matthew Ireland Beans, Eric Schaar, Breckin Meyer                  |
| 84         | 4         | Bezaubernde G.I. Joes                        | Big Trouble in Little Clerks 2              | 23. Jan. 2011        | 8. März 2015                                  | Chris McKay | Seth Green, Matthew Senreich, Mike Fasolo, Douglas Goldstein, Tom Root, Zeb Wells, Matthew Ireland Beans, Eric Schaar & Breckin Meyer                 |
| 85         | 5         | Bis zur Schändlichkeit und noch viel weiter  | Kramer Vs. Showgirls                        | 30. Jan. 2011        | 8. März 2015                                  | Chris McKay | Seth Green, Matthew Senreich, Mike Fasolo, Zeb Wells, Matthew Ireland Beans, Eric Schaar & Breckin Meyer                                              |
| 86         | 6         | Schurke, du schaffst es!                     | Malcolm X: Fully Loaded                     | 6. Feb. 2011         | 15. März 2015                                 | Chris McKay | Seth Green, Matthew Senreich, Mike Fasolo, Douglas Goldstein, Tom Root, Zeb Wells, Matthew Ireland Beans, Eric Schaar & Breckin Meyer                 |
| 87         | 7         | Krümelmonster-Dunk                           | Major League of Extraordinary Gentlemen     | 13. Feb. 2011        | 22. März 2015                                 | Chris McKay | Seth Green, Matthew Senreich, Mike Fasolo, Douglas Goldstein, Tom Root, Zeb Wells, Matthew Ireland Beans, Eric Schaar & Breckin Meyer                 |
| 88         | 8         | Gemeinauftrag Cobra                          | Schindler's Bucket List                     | 20. Feb. 2011        | 22. März 2015                                 | Chris McKay | Seth Green, Matthew Senreich, Mike Fasolo, Douglas Goldstein, Tom Root, Zeb Wells, Matthew Ireland Beans, Matthew Libman, Daniel Libman & Brendan Hay |
| 89         | 9         | Nummer 5 kommt nicht rauf                    | No Country For Old Dogs                     | 27. Feb. 2011        | 29. März 2015                                 | Chris McKay | Seth Green, Matthew Senreich, Mike Fasolo, Douglas Goldstein, Tom Root, Zeb Wells, Matthew Ireland Beans, Matthew Libman, Daniel Libman & Brendan Hay |
| 90         | 10        | Game of Torn                                 | Catch Me If You Kangaroo Jack               | 6. März 2011         | 29. März 2015                                 | Chris McKay | Seth Green, Matthew Senreich, Mike Fasolo, Douglas Goldstein, Tom Root, Zeb Wells, Matthew Ireland Beans, Matthew Libman, Daniel Libman & Brendan Hay |
| 91         | 11        | Dance-Formers                                | Beastmaster & Commander                     | 23. Okt. 2011        | 5. Apr. 2015                                  | Chris McKay | Matthew Ireland Beans, Mike Fasolo, Seth Green, Breckin Meyer, Matthew Senreich, Zeb Wells & Harland Williams                                         |
| 92         | 12        | Der stählerne Witz                           | Casablankman                                | 30. Okt. 2011        | 5. Apr. 2015                                  | Chris McKay | Matthew Ireland Beans, Mike Fasolo, Seth Green, Breckin Meyer, Matthew Senreich, Zeb Wells & Harland Williams                                         |
| 93         | 13        | Vogelscheuche im Wunderland                  | The Departy Monster                         | 6. Nov. 2011         | 12. Apr. 2015                                 | Chris McKay | Matthew Ireland Beans, Mike Fasolo, Seth Green, Breckin Meyer, Matthew Senreich, Zeb Wells & Harland Williams                                         |
| 94         | 14        | Bon Aquaman                                  | Some Like It Hitman                         | 13. Nov. 2011        | 12. Apr. 2015                                 | Chris McKay | Matthew Ireland Beans, Mike Fasolo, Seth Green, Breckin Meyer, Matthew Senreich, Zeb Wells & Harland Williams                                         |
| 95         | 15        | Begegnung der hippen Art                     | The Core, The Thief, His Wife and Her Lover | 20. Nov. 2011        | 19. Apr. 2015                                 | Chris McKay | Jordan Allen-Dutton, Matthew Ireland Beans, Mike Fasolo, Seth Green, Matthew Senreich, Zeb Wells, Erik Weiner                                         |
| 96         | 16        | Ein Auto, ein Computer, ein Nerd             | The Godfather of the Bride II               | 4. Dez. 2011         | 26. Apr. 2015                                 | Chris McKay | Jordan Allen-Dutton, Matthew Ireland Beans, Mike Fasolo, Seth Green, Matthew Senreich, Zeb Wells & Erik Weiner                                        |
| 97         | 17        | Du kommst nicht vorbei                       | The Curious Case of the Box                 | 11. Dez. 2011        | 26. Apr. 2015                                 | Chris McKay | Jordan Allen-Dutton, Matthew Ireland Beans, Mike Fasolo, Seth Green, Matthew Senreich, Zeb Wells & Erik Weiner                                        |
| 98         | 18        | Der Herr der schlimmen Dinge                 | Fool's Goldfinger                           | 18. Dez. 2011        | 3. Mai 2015                                   | Chris McKay | Jordan Allen-Dutton, Matthew Ireland Beans, Mike Fasolo, Seth Green, Matthew Senreich, Zeb Wells, Erik Weiner                                         |
| 99         | 19        | Hip-Hop in die Zukunft                       | Casablankman 2                              | 8. Jan. 2012         | 19. Apr. 2015                                 | Chris McKay | Jordan Allen-Dutton, Matthew Ireland Beans, Mike Fasolo, Seth Green, Matthew Senreich, Zeb Wells & Erik Weiner                                        |
| 100        | 20        | High Huhn                                    | Fight Club Paradise                         | 15. Jan. 2012        | 3. Mai 2015                                   | Chris McKay | Jordan Allen-Dutton, Matthew Ireland Beans, Mike Fasolo, Seth Green, Matthew Senreich, Zeb Wells & Erik Weiner                                        |

## Staffel 6
| Nr. (ges.) | Nr. (St.) | Deutscher Titel                                | Originaltitel                                   | Erstausstrahlung USA | Deutschsprachige Erstausstrahlung (TNT Serie) | Regie     | Drehbuch |
| ---------- | --------- | ---------------------------------------------- | ----------------------------------------------- | -------------------- | --------------------------------------------- | --------- | --- |
| 101        | 1         | Kuhminator                                     | Executed by the State                           | 16. Sep. 2012        | 10. Mai 2015                                  | Zeb Wells | Matthew Beans, Mike Fasolo, Jessica Gao Seth Green, Matthew Senreich & Zeb Wells                                    |
| 102        | 2         | Captain Amarry Poppins                         | Crushed by a Steamroller on My 53rd Birthday    | 23. Sep. 2012        | 10. Mai 2015                                  | Zeb Wells | Matthew Beans, Mike Fasolo, Jessica Gao, Seth Green, Matthew Senreich & Zeb Wells                                   |
| 103        | 3         | Mädchen mit Drachen-Tatooby-Doo                | Punctured Jugular                               | 30. Sep. 2012        | 17. Mai 2015                                  | Zeb Wells | Matthew Beans, Mike Fasolo, Jessica Gao, Seth Green, Matthew Senreich & Zeb Wells                                   |
| 104        | 4         | Hör mal, wer da schlämmert!                    | Poisoned by Relatives                           | 7. Okt. 2012         | 17. Mai 2015                                  | Zeb Wells | Matthew Beans, Mike Fasolo, Jessica Gao, Seth Green, Matthew Senreich & Zeb Wells                                   |
| 105        | 5         | Captain Plan-E.T.                              | Hurtled from a Helicopter into a Speeding Train | 14. Okt. 2012        | 24. Mai 2015                                  | Zeb Wells | Matthew Beans, Mike Fasolo, Seth Green, Mehar Sethi, Matthew Senreich & Zeb Wells                                   |
| 106        | 6         | Urlaub auf Eternia                             | Disemboweled by an Orphan                       | 21. Okt. 2012        | 24. Mai 2015                                  | Zeb Wells | Matthew Beans, Mike Fasolo, Seth Green, Mehar Sethi, Matthew Senreich & Zeb Wells                                   |
| 107        | 7         | In Bed Surrounded by Loved Ones                | In Bed Surrounded by Loved Ones                 | 28. Okt. 2012        | 31. Mai 2015                                  | Zeb Wells | Matthew Beans, Mike Fasolo, Jessica Gao, Seth Green, Matthew Senreich & Zeb Wells                                   |
| 108        | 8         | Der Einhorn-Flüsterer                          | Choked on Multi-Colored Scarves                 | 4. Nov. 2012         | 7. Juni 2015                                  | Zeb Wells | Matthew Beans, Rachel Bloom, Mike Fasolo, Seth Green, Jason Reich, Matthew Senreich& Zeb Wells                      |
| 109        | 9         | Eis-Mann-Stiel                                 | Hemlock Gin and Juice                           | 11. Nov. 2012        | 28. Juni 2015                                 | Zeb Wells | Matthew Beans, Rachel Bloom, Mike Fasolo, Seth Green, Jason Reich, Matthew Senreich& Zeb Wells                      |
| 110        | 10        | Zombies haben kurze Beine                      | Collateral Damage in Gang Turf War              | 18. Nov. 2012        | 7. Juni 2015                                  | Zeb Wells | Matthew Beans, Rachel Bloom, Mike Fasolo, Seth Green, Jason Reich, Matthew Senreich & Zeb Wells                     |
| 111        | 11        | Die durch die Röhre gehen                      | Eviscerated Post-Coital by a Six Foot Mantis    | 2. Dez. 2012         | 28. Juni 2015                                 | Zeb Wells | Matthew Beans & Mike Fasolo & Seth Green & Breckin Meyer & Jason Reich & Matthew Senreich& Erik Weiner & Zeb Wells  |
| 112        | 12        | Boardwalk Monopoly                             | Butchered in Burbank                            | 9. Dez. 2012         | 14. Juni 2015                                 | Zeb Wells | Matthew Beans & Rachel Bloom & Mike Fasolo & Seth Green & Jason Reich & Matthew Senreich& Zeb Wells                 |
| 113        | 13        | Die Robot Chicken Weihnachts-Verschwörung      | Robot Chicken's ATM Christmas Special           | 16. Dez. 2012        | 31. Mai 2015                                  | Zeb Wells | Matthew Beans & Mike Fasolo & Seth Green & Mehar Sethi & Matthew Senreich & Zeb Wells                               |
| 114        | 14        | Die Tribute von Schlumpfhausen                 | Papercut to Aorta                               | 6. Jan. 2013         | 14. Juni 2015                                 | Zeb Wells | Matthew Beans & Rachel Bloom & Mike Fasolo & Seth Green & Jason Reich & Matthew Senreich& Zeb Wells                 |
| 115        | 15        | American Airwolf                               | Caffeine-Induced Aneurysm                       | 13. Jan. 2013        | 5. Juli 2015                                  | Zeb Wells | Matthew Beans & Mike Fasolo & Seth Green & Breckin Meyer & Jason Reich & Matthew Senreich & Erik Weiner & Zeb Wells |
| 116        | 16        | Eaten by Cats                                  | Eaten by Cats                                   | 20. Jan. 2013        | 5. Juli 2015                                  | Zeb Wells | Matthew Beans & Mike Fasolo & Seth Green & Breckin Meyer & Jason Reich & Matthew Senreich & Erik Weiner & Zeb Wells |
| 117        | 17        | Ein ausgekochter Schlitzer kommt selten allein | Botched Jewel Heist                             | 27. Jan. 2013        | 12. Juli 2015                                 | Zeb Wells | Matthew Beans & Rachel Bloom & Mike Fasolo & Jessica Gao & Seth Green & Matthew Senreich & Tom Sheppard & Zeb Wells |
| 118        | 18        | Kleiner Freund aus fremder Welt                | Robot Fight Accident                            | 3. Feb. 2013         | 12. Juli 2015                                 | Zeb Wells | Matthew Beans & Rachel Bloom & Mike Fasolo & Jessica Gao & Seth Green & Matthew Senreich & Tom Sheppard & Zeb Wells |
| 119        | 19        | Ich bin Kens vergeudetes Leben                 | Choked on a Bottle Cap                          | 10. Feb. 2013        | 19. Juli 2015                                 | Zeb Wells | Matthew Beans & Rachel Bloom & Mike Fasolo & Jessica Gao & Seth Green & Matthew Senreich & Tom Sheppard & Zeb Wells |
| 120        | 20        | Oompa Loompatatouille                          | Immortal                                        | 17. Feb. 2013        | 9. Sep. 2015                                  | Zeb Wells | Matthew Beans & Rachel Bloom & Mike Fasolo & Jessica Gao & Seth Green & Matthew Senreich & Tom Sheppard & Zeb Wells |

## Staffel 7
Am 13. Oktober 2012 gab der US-amerikanische Kabelsender Cartoon Network die Verlängerung um eine siebte Staffel bekannt, die vom 13. April bis zum 17. August 2014 zu sehen war.
Die deutschsprachige Erstausstrahlung fand vom 2. bis zum 15. Februar 2016 beim Pay-TV-Sender TNT Serie statt.
| Nr. (ges.) | Nr. (St.) | Deutscher Titel                                       | Originaltitel | Erstausstrahlung USA | Deutschsprachige Erstausstrahlung (TNT Serie) | Regie     | Drehbuch                                                                                             |
| ---------- | --------- | ----------------------------------------------------- | --- | -------------------- | --------------------------------------------- | --------- | --- |
| 121        | 1         | G.I. Jogurt                                           | G.I. Jogurt | 13. Apr. 2014        | 2. Feb. 2016                                  | Zeb Wells | Rachel Bloom, Mikey Day, Mike Fasolo, Seth Green, Matthew Senreich & Zeb Wells                       |
| 122        | 2         | Vom Schweigen belämmert                               | Link’s Sausages | 20. Apr. 2014        | 2. Feb. 2016                                  | Zeb Wells | Rachel Bloom, Mikey Day, Mike Fasolo, Seth Green, Matthew Senreich & Zeb Wells                       |
| 123        | 3         | Außerirdische Lebensform vs. Terminator               | Secret of the Booze | 27. Apr. 2014        | 3. Feb. 2016                                  | Zeb Wells | Rachel Bloom, Mikey Day, Mike Fasolo, Seth Green, Matthew Senreich & Zeb Wells                       |
| 124        | 4         | Game of Nerds                                         | Rebel Appliance | 4. Mai 2014          | 3. Feb. 2016                                  | Zeb Wells | Rachel Bloom, Mikey Day, Mike Fasolo, Seth Green, Matthew Senreich & Zeb Wells                       |
| 125        | 5         | Planet der Fleischflöten                              | Legion of Super-Gyros | 11. Mai 2014         | 4. Feb. 2016                                  | Zeb Wells | Rachel Bloom, Mike Fasolo, Seth Green, David Phillips, Matthew Senreich & Zeb Wells                  |
| 126        | 6         | Von allen guten Geistern verlassen                    | El Skeletorito | 18. Mai 2014         | 4. Feb. 2016                                  | Zeb Wells | Rachel Bloom, Mike Fasolo, Seth Green, David Phillips, Matthew Senreich & Zeb Wells                  |
| 127        | 7         | Zurück in die Vergangenheit der Zukunft               | Snarfer Image | 25. Mai 2014         | 5. Feb. 2016                                  | Zeb Wells | Rachel Bloom, Mike Fasolo, Seth Green, David Phillips, Matthew Senreich & Zeb Wells                  |
| 128        | 8         | Manche mögen's scharf                                 | Up, Up, and Buffet | 1. Juni 2014         | 5. Feb. 2016                                  | Zeb Wells | Rachel Bloom, Mike Fasolo, Seth Green, David Phillips, Matthew Senreich & Zeb Wells                  |
| 129        | 9         | World War B                                           | Panthropologie | 8. Juni 2014         | 8. Feb. 2016                                  | Zeb Wells | Mikey Day & Mike Fasolo & Seth Green & Brendan Hay & David Phillips & Matthew Senreich & Zeb Wells   |
| 130        | 10        | Tiger locht ein                                       | Catdog on a Stick | 15. Juni 2014        | 8. Feb. 2016                                  | Zeb Wells | Mikey Day & Mike Fasolo & Seth Green & Brendan Hay & David Phillips & Matthew Senreich & Zeb Wells   |
| 131        | 11        | Der Schredder und das Biest                           | Super Guitario Center | 22. Juni 2014        | 9. Feb. 2016                                  | Zeb Wells | Mikey Day & Mike Fasolo & Seth Green & Brendan Hay & David Phillips & Matthew Senreich & Zeb Wells   |
| 132        | 12        | Die vielen Gesichter des Erfolgs                      | Noidstrom Rack | 29. Juni 2014        | 9. Feb. 2016                                  | Zeb Wells | Mikey Day & Mike Fasolo & Seth Green & Brendan Hay & David Phillips & Matthew Senreich & Zeb Wells   |
| 133        | 13        | Schneewittchen und die 7000 Chipmunks                 | Stone Cold Steve Cold Stone | 6. Juli 2014         | 10. Feb. 2016                                 | Zeb Wells | Matthew Beans & Rachel Bloom & Mike Fasolo & Seth Green & Brendan Hay & Matthew Senreich & Zeb Wells |
| 134        | 14        | Gandalf hat Hunger                                    | Walking Dead Lobster | 13. Juli 2014        | 10. Feb. 2016                                 | Zeb Wells | Matthew Beans & Rachel Bloom & Mike Fasolo & Seth Green & Brendan Hay & Matthew Senreich & Zeb Wells |
| 135        | 15        | Schiffbruch mit Wilson                                | Victoria’s Secret of NIMH | 20. Juli 2014        | 11. Feb. 2016                                 | Zeb Wells | Matthew Beans & Rachel Bloom & Mike Fasolo & Seth Green & Brendan Hay & Matthew Senreich & Zeb Wells |
| 136        | 16        | Das Robot Chicken Bitch Pudding Special               | Bitch Pudding Special | 27. Juli 2014        | 11. Feb. 2016                                 | Zeb Wells | Matthew Beans & Rachel Bloom & Mike Fasolo & Seth Green & Brendan Hay & Matthew Senreich & Zeb Wells |
| 137        | 17        | Die Balu Identität                                    | Batman Forever 21 | 3. Aug. 2014         | 12. Feb. 2016                                 | Zeb Wells | Matthew Beans & Rachel Bloom & Mike Fasolo & Seth Green & Brendan Hay & Matthew Senreich & Zeb Wells |
| 138        | 18        | Keine Macht den Energy Drinks                         | The Hobbit: There and Bennigan´s | 10. Aug. 2014        | 12. Feb. 2016                                 | Zeb Wells | Matthew Beans & Rachel Bloom & Mike Fasolo & Seth Green & Brendan Hay & Matthew Senreich & Zeb Wells |
| 139        | 19        | Paranormal Pactivity                                  | Chipotle Miserables | 17. Aug. 2014        | 15. Feb. 2016                                 | Zeb Wells | Matthew Beans & Rachel Bloom & Mike Fasolo & Seth Green & Brendan Hay & Matthew Senreich & Zeb Wells |
| 140        | 20        | Die Robot Chicken Sehr-viele-Feiertage-Spezialausgabe | The Robot Chicken Lots of Holidays but Don't Worry Christmas Is Still in There Too So Pull the Stick Out of Your Ass Fox News Special | 7. Dez. 2014         | 15. Feb. 2016                                 | Zeb Wells | atthew Beans, Rachel Bloom, Mike Fasolo, Seth Green, Matthew Senreich, Erik Weiner & Zeb Wells       |

## Staffel 8
Die achte Staffel war vom 25. Oktober 2015 bis zum 15. Mai 2016 auf dem US-amerikanischen Kabelsender Cartoon Network zu sehen. Die deutschsprachige Erstausstrahlung wurde vom 25. September 2016 bis 4. Oktober 2016 beim Pay-TV-Sender TNT Comedy gesendet.
| Nr. (ges.) | Nr. (St.) | Deutscher Titel                                                | Originaltitel                                     | Erstausstrahlung USA | Deutschsprachige Erstausstrahlung (ja) | Regie        | Drehbuch                                                                                         |
| ---------- | --------- | -------------------------------------------------------------- | ------------------------------------------------- | -------------------- | -------------------------------------- | ------------ | ------------------------------------------------------------------------------------------------ |
| 141        | 1         | Der Mob gegen Bob                                              | Garbage Sushi                                     | 25. Okt. 2015        | 25. Sep. 2016                          | Tom Sheppard | Mike Fasolo, Seth Green, Matthew Senreich, Mehar Sethi, Tom Sheppard & Brian Wysol               |
| 142        | 2         | Ringu 2.0                                                      | Ants on a Hamburger                               | 1. Nov. 2015         | 25. Sep. 2016                          | Tom Sheppard | Mike Fasolo, Seth Green, Matthew Senreich, Mehar Sethi, Tom Sheppard & Brian Wysol               |
| 143        | 3         | Lila Regen                                                     | Zeb and Kevin Erotic Hot Tub Canvas               | 8. Nov. 2015         | 26. Sep. 2016                          | Tom Sheppard | Mike Fasolo, Seth Green, Matthew Senreich, Mehar Sethi, Tom Sheppard & Brian Wysol               |
| 144        | 4         | Godzillas miese Laune                                          | Cheese Puff Mountain                              | 15. Nov. 2015        | 26. Sep. 2016                          | Tom Sheppard | Mike Fasolo, Seth Green, Matthew Senreich, Mehar Sethi, Tom Sheppard & Brian Wysol               |
| 145        | 5         | Trans-Former                                                   | Cake Pillow                                       | 22. Nov. 2015        | 27. Sep. 2016                          | Tom Sheppard | Mike Fasolo, Shelby Fero, Seth Green, Joel Hurwitz, Matthew Senreich & Tom Sheppard              |
| 146        | 6         | King Kongs kongenialer Klogang                                 | Zero Vegetables                                   | 6. Dez. 2015         | 27. Sep. 2016                          | Tom Sheppard | Mike Fasolo, Shelby Fero, Seth Green, Joel Hurwitz, Matthew Senreich & Tom Sheppard              |
| 147        | 7         | Das Robot Chicken Weihnachts-Special: Ein Vater zu Weihnachten | Robot Chicken Christmas Special: The X-Mas United | 13. Dez. 2015        | 28. Sep. 2016                          | Tom Sheppard | Mike Fasolo, Shelby Fero, Seth Green, Joel Hurwitz, Matthew Senreich & Tom Sheppard              |
| 148        | 8         | Predator Bachelor                                              | Joel Hurwitz                                      | 3. Jan. 2016         | 28. Sep. 2016                          | Tom Sheppard | Mike Fasolo, Shelby Fero, Seth Green, Joel Hurwitz, Matthew Senreich & Tom Sheppard              |
| 149        | 9         | Ein Fall für Bitch Pudding                                     | Blackout Window Heat Stroke                       | 10. Jan. 2016        | 29. Sep. 2016                          | Tom Sheppard | Deidre Devlin, Jeff Eckman, Mike Fasolo, Seth Green, J.T. Krull & Matthew Senreich               |
| 150        | 10        | Wählt Cthulhu!                                                 | The Unnamed One                                   | 17. Jan. 2016        | 29. Sep. 2016                          | Tom Sheppard | Deidre Devlin, Jeff Eckman, Mike Fasolo, Seth Green, J.T. Krull, Matthew Senreich & Tom Sheppard |
| 151        | 11        | Rushhour auf der Grünen Meile                                  | Fridge Smell                                      | 13. März 2016        | 30. Sep. 2016                          | Tom Sheppard | Deidre Devlin, Jeff Eckman, Mike Fasolo, Seth Green, J.T. Krull & Matthew Senreich               |
| 152        | 12        | Arnie und Eva                                                  | Western Hay Batch                                 | 20. März 2016        | 30. Sep. 2016                          | Tom Sheppard | Deidre Devlin, Jeff Eckman, Mike Fasolo, Seth Green, J.T. Krull & Matthew Senreich               |
| 153        | 13        | Fred Feuerstein und die Teerlunge                              | Triple Hot Dog Sandwich On Wheat                  | 27. März 2016        | 1. Okt. 2016                           | Tom Sheppard | Deidre Devlin, Mike Fasolo, Seth Green, Joel Hurwitz, Jason Reich, & Matthew Senreich            |
| 154        | 14        | Der Bond fürs Leben                                            | Joel Hurwitz Returns                              | 3. Apr. 2016         | 1. Okt. 2016                           | Tom Sheppard | Deidre Devlin, Mike Fasolo, Seth Green, Joel Hurwitz, Jason Reich, & Matthew Senreich            |
| 155        | 15        | Waffenfähige Mozzarella                                        | Hopefully Salt                                    | 10. Apr. 2016        | 2. Okt. 2016                           | Tom Sheppard | Deidre Devlin, Mike Fasolo, Seth Green, Joel Hurwitz, Jason Reich, & Matthew Senreich            |
| 156        | 16        | Waffelfresse und die 96 Stunden                                | Yogurt in a Bag                                   | 17. Apr. 2016        | 2. Okt. 2016                           | Tom Sheppard | Deidre Devlin, Mike Fasolo, Seth Green, Joel Hurwitz, Jason Reich, & Matthew Senreich            |
| 157        | 17        | Würger King                                                    | Secret of the Flushed Footlong                    | 24. Apr. 2016        | 3. Okt. 2016                           | Tom Sheppard | Mikey Day, Mike Fasolo, Shelby Fero, Seth Green, Matthew Senreich, Mehar Sethi & Erik Weiner     |
| 158        | 18        | Breaking Fett                                                  | Food                                              | 1. Mai 2016          | 3. Okt. 2016                           | Tom Sheppard | Mikey Day, Mike Fasolo, Shelby Fero, Seth Green, Matthew Senreich, Mehar Sethi & Erik Weiner     |
| 159        | 19        | Magic David                                                    | Not Enough Women                                  | 8. Mai 2016          | 4. Okt. 2016                           | Tom Sheppard | Mikey Day, Mike Fasolo, Shelby Fero, Seth Green, Matthew Senreich, Mehar Sethi & Erik Weiner     |
| 160        | 20        | CSI Metropolis                                                 | The Angelic Sounds of Mike Giggling               | 15. Mai 2016         | 4. Okt. 2016                           | Tom Sheppard | Mikey Day, Mike Fasolo, Shelby Fero, Seth Green, Matthew Senreich, Mehar Sethi & Erik Weiner     |

## Staffel 9
Die neunte Staffel wurde vom 10. Dezember 2017 bis zum 22. Juli 2018 auf dem US-amerikanischen Kabelsender Cartoon Network ausgestrahlt. Die deutschsprachige Erstausstrahlung fand vom 26. Februar bis zum 8. Oktober 2018 auf dem Pay-TV-Sender TNT Comedy statt.
| Nr. (ges.) | Nr. (St.) | Deutscher Titel                                | Originaltitel                                                                             | Erstausstrahlung USA | Deutschsprachige Erstausstrahlung (ja) | Regie        | Drehbuch |
| ---------- | --------- | ---------------------------------------------- | ----------------------------------------------------------------------------------------- | -------------------- | -------------------------------------- | ------------ | --- |
| 161        | 1         | Das Robot Chicken Haschkeks-Weihnachts-Special | Freshly Baked: The Robot Chicken Santa Claus Pot Cookie Freakout Special: Special Edition | 10. Dez. 2017        | 26. Feb. 2018                          | Tom Sheppard | Nick Cron-DeVico, Deirdre Devlin, Mike Fasolo, Seth Green, Tesha Kondrat, Matthew Senreich, Tom Sheppard          |
| 162        | 2         | Mad Matt                                       | Hey I Found Another Sock                                                                  | 17. Dez. 2017        | 5. März 2018                           | Tom Sheppard | Nick Cron-DeVico, Mike Fasolo, Shelby Fero, Seth Green, Matthew Senreich and Tom Sheppard                         |
| 163        | 3         | Willkommen in Westworld                        | Scoot to the Gute                                                                         | 7. Jan. 2018         | 12. März 2018                          | Tom Sheppard | Nick Cron-DeVico, Mike Fasolo, Shelby Fero, Seth Green, Matthew Senreich and Tom Sheppard                         |
| 164        | 4         | Die Tribute von Nintendo                       | Things Look Bad for the Streepster                                                        | 14. Jan. 2018        | 19. März 2018                          | Tom Sheppard | Nick Cron-DeVico, Mike Fasolo, Shelby Fero, Seth Green, Matthew Senreich and Tom Sheppard                         |
| 165        | 5         | BB-N3RD                                        | Mr. Mozzarellas Hamburger Skateboard Depot                                                | 21. Jan. 2018        | 26. März 2018                          | Tom Sheppard | Nick Cron-DeVico, Mike Fasolo, Shelby Fero, Seth Green, Matthew Senreich and Tom Sheppard                         |
| 166        | 6         | Ash braucht Eie                                | Strummy Strummy Sad Sad                                                                   | 28. Jan. 2018        | 2. Apr. 2018                           | Tom Sheppard | Deirdre Devlin, Mike Fasolo, Seth Green, Kiel Kennedy, Matthew Senreich, Ellory Smith                             |
| 167        | 7         | Die Chipmunks beim Coachella                   | 3 2 1 2 333, 222, 3...66?                                                                 | 4. Feb. 2018         | 9. Apr. 2018                           | Tom Sheppard | Deirdre Devlin, Mike Fasolo, Seth Green, Kiel Kennedy, Matthew Senreich, Ellory Smith                             |
| 168        | 8         | Chlamydien Royale                              | We Don't See Much of That in 1940s America                                                | 11. Feb. 2018        | 16. Apr. 2018                          | Tom Sheppard | Deirdre Devlin, Mike Fasolo, Seth Green, Kiel Kennedy, Matthew Senreich, Ellory Smith                             |
| 169        | 9         | Ganz der Vader                                 | Ext. Forest - Day                                                                         | 18. Feb. 2018        | 23. Apr. 2018                          | Tom Sheppard | Deirdre Devlin, Mike Fasolo, Seth Green, Kiel Kennedy, Matthew Senreich, Ellory Smith                             |
| 170        | 10        | Mordfall: Road Runner                          | Factory Where Nuts Are Handled                                                            | 25. Feb. 2018        | 30. Apr. 2018                          | Tom Sheppard | Nick Cron-DeVico, Deirdre Devlin, Mike Fasolo, Seth Green, Tesha Kondrat, Matthew Senreich, Tom Sheppard          |
| 171        | 11        | Schere, Stein, Schere                          | Never Forget                                                                              | 20. Mai 2018         | 6. Aug. 2018                           | Tom Sheppard | Nick Cron-DeVico, Deirdre Devlin, Mike Fasolo, Seth Green, Tesha Kondrat, Matthew Senreich, Tom Sheppard          |
| 172        | 12        | Inglourious Pudding                            | Shall I Visit the Dinosaurs?                                                              | 27. Mai 2018         | 13. Aug. 2018                          | Tom Sheppard | Nick Cron-DeVico, Deirdre Devlin, Mike Fasolo, Seth Green, Tesha Kondrat, Matthew Senreich, Tom Sheppard          |
| 173        | 13        | Verstärkung für Sailor Moon                    | What Can You Tell Me About Butt Rashes?                                                   | 3. Juni 2018         | 20. Aug. 2018                          | Tom Sheppard | Mike Fasolo, Seth Green, Kiel Kennedy, Michael Poisson, Matthew Senreich, Tom Sheppard, Ellory Smith              |
| 174        | 14        | Für die Wache!                                 | Gimme That Chocolate Milk                                                                 | 10. Juni 2018        | 27. Aug. 2018                          | Tom Sheppard | Mike Fasolo, Seth Green, Kiel Kennedy, Michael Poisson, Matthew Senreich, Tom Sheppard, Ellory Smith              |
| 175        | 15        | Der braune Hai                                 | Why Is It Wet?                                                                            | 17. Juni 2018        | 3. Sep. 2018                           | Tom Sheppard | Mike Fasolo, Seth Green, Kiel Kennedy, Michael Poisson, Matthew Senreich, Tom Sheppard, Ellory Smith              |
| 176        | 16        | Jason im Gutrausch                             | Jew No. 1 Opens a Treasure Chest                                                          | 24. Juni 2018        | 10. Sep. 2018                          | Tom Sheppard | Mike Fasolo, Seth Green, Kiel Kennedy, Michael Poisson, Matthew Senreich, Tom Sheppard, Ellory Smith              |
| 177        | 17        | Hammilton                                      | He's Not Even Aiming the at the Toilet                                                    | 1. Juli 2018         | 17. Sep. 2018                          | Tom Sheppard | Hugh Davidson, Mike Fasolo, Seth Green, Michael Poisson, Matthew Senreich, Mehar Sethi, Tom Sheppard, Erik Weiner |
| 178        | 18        | Straight Outta Melmac                          | Your Mouth Is Hanging off Your Face                                                       | 8. Juli 2018         | 24. Sep. 2018                          | Tom Sheppard | Mike Fasolo, Seth Green, Michael Poisson, Matthew Senreich, Mehar Sethi, Tom Sheppard, Erik Weiner                |
| 179        | 19        | No Country for Old Dent                        | No Wait, He Has a Cane                                                                    | 15. Juli 2018        | 1. Okt. 2018                           | Tom Sheppard | Mike Fasolo, Seth Green, Michael Poisson, Matthew Senreich, Mehar Sethi, Tom Sheppard, Erik Weiner                |
| 180        | 20        | 96 Stunden voll Schleim                        | Hi.                                                                                       | 22. Juli 2018        | 8. Okt. 2018                           | Tom Sheppard | Mike Fasolo, Seth Green, Michael Poisson, Matthew Senreich, Mehar Sethi, Tom Sheppard, Erik Weiner                |

## Staffel 10
Die zehnte Staffel wurde vom 29. September 2019 bis 26. Juli 2020 auf dem US-amerikanischen Kabelsender Cartoon Network im Late-Night-Block Adult Swim ausgestrahlt. Außerdem beinhaltete diese Staffel die 200. Folge. Die deutschsprachige Erstausstrahlung fand vom 3. Februar bis 20. Oktober 2020 auf dem Pay-TV-Sender TNT Comedy statt.
| Nr. (ges.) | Nr. (St.) | Deutscher Titel                                     | Originaltitel                                                             | Erstausstrahlung USA                                                         | Deutschsprachige Erstausstrahlung (ja) | Regie        | Drehbuch |
| ---------- | --------- | --------------------------------------------------- | ------------------------------------------------------------------------- | ---------------------------------------------------------------------------- | -------------------------------------- | ------------ | --- |
| 181        | 1         | Mit dem Kopf durch die vierte Wand                  | Ginger Hill in: Bursting Pipes                                            | 29. Sep. 2019                                                                | 3. Feb. 2020                           | Tom Sheppard | Mike Fasolo, Shelby Fero, Seth Green, Matthew Senreich, Tom Sheppard, Ellory Smith & Andrew Ti.                                             |
| 182        | 2         | Der fliegende Fortnite-Bus                          | Bugs Keith in: I Can't Call Heaven, Doug                                  | 29. Sep. 2019                                                                | 10. Feb. 2020                          | Tom Sheppard | Mike Fasolo, Seth Green, Jamie Loftus, Michael Poisson, Matthew Senreich, Tom Sheppard & Milana Vayntrub                                    |
| 183        | 3         | Wie der Vater, so der Sohn                          | Fila Ogden In: Maggie's Got a Full Load                                   | 6. Okt. 2019                                                                 | 17. Feb. 2020                          | Tom Sheppard | Mike Fasolo, Seth Green, Jamie Loftus, Michael Poisson, Matthew Senreich, Tom Sheppard & Milana Vayntrub                                    |
| 184        | 4         | Die Liga der lüsternen Gentleman                    | Hermie Nursery In: Seafood Sensation                                      | 6. Okt. 2019                                                                 | 24. Feb. 2020                          | Tom Sheppard | Mike Fasolo, Seth Green, Jamie Loftus, Michael Poisson, Matthew Senreich, Tom Sheppard & Milana Vayntrub                                    |
| 185        | 5         | Mörder Mia!                                         | Garfield Stockman In: A Voice like Wet Ham                                | 13. Okt. 2019                                                                | 3. März 2020                           | Tom Sheppard | Mike Fasolo, Shelby Fero, Seth Green, Matthew Senreich, Tom Sheppard, Ellory Smith and Andrew Ti                                            |
| 186        | 6         | Tote Burger schlafen fest                           | Boogie Bardstown In: No Need, I Have Coupons                              | 13. Okt. 2019                                                                | 8. März 2020                           | Tom Sheppard | Mike Fasolo, Shelby Fero, Seth Green, Matthew Senreich, Tom Sheppard, Ellory Smith & Andrew Ti                                              |
| 187        | 7         | Ich bin der Esel der Welt!                          | Snoopy Camino Lindo In: Quick and Dirty Squirrel Shot                     | 20. Okt. 2019                                                                | 16. März 2020                          | Tom Sheppard | Mike Fasolo, Shelby Fero, Seth Green, Matthew Senreich, Tom Sheppard, Ellory Smith & Andrew Ti                                              |
| 188        | 8         | Der Latte des Khan                                  | Molly Lucero In: Your Friend's Boob                                       | 20. Okt. 2019                                                                | 23. März 2020                          | Tom Sheppard | Mike Fasolo, Shelby Fero, Seth Green, Matthew Senreich, Tom Sheppard, Ellory Smith & Andrew Ti                                              |
| 189        | 9         | Bitch Motel                                         | Spike Fraser In: Should I Happen to Back into a Horse                     | 27. Okt. 2019                                                                | 30. März 2020                          | Tom Sheppard | Nick Cron-Devico, Mike Fasolo, Sasha Feiler, Seth Green, Jared Gruszecki, Michael McMillian, Breckin Meyer, Matthew Senreich & Tom Sheppard |
| 190        | 10        | Granatenstarke Hoschis                              | Musya Shakhtyorov In: Honeyboogers                                        | 27. Okt. 2019                                                                | 6. Apr. 2020                           | Tom Sheppard | Nick Cron-DeVico, Mike Fasolo, Sasha Feiler, Seth Green, Jared Gruszecki, Michael McMillian, Breckin Meyer, Matthew Senreich & Tom Sheppard |
| 191        | 11        | Das Robot Chicken Krimidingsbums-Weihnachts-Special | Robot Chicken's Santa's Dead (Spoiler Alert) Holiday Murder Thing Special | 9. Dez. 2019                                                                 | 27. Okt. 2020                          | Tom Sheppard | Deirdre Devlin, Mike Fasolo, Seth Green, Jamie Loftus, Harmony McElligott, Breckin Meyer, Michael Poisson, Matthew Senreich & Tom Sheppard  |
| 192        | 12        | Der Spiegel des Begehrens                           | Max Caenen in: Why Would He Know If His Mother's a Size Queen             | 28. Juni 2020                                                                | 25. Aug. 2020                          | Tom Sheppard | Nick Cron-Devico, Mike Fasolo, Sasha Feiler, Seth Green, Jared Gruszecki, Michael McMillian, Breckin Meyer, Matthew Senreich & Tom Sheppard |
| 193        | 13        | Die Jonas-Klone                                     | Petless M in: Cars Are Couches of the Road                                | 28. Juni 2020                                                                | 1. Sep. 2020                           | Tom Sheppard | Deirdre Devlin, Mike Fasolo, Seth Green, Jamie Loftus, Harmony McElligott, Breckin Meyer, Michael Poisson, Matthew Senreich & Tom Sheppard  |
| 194        | 14        | Neo wills wissen                                    | Buster Olive in: The Monkey Got Closer Overnight                          | 5. Juli 2020                                                                 | 8. Sep. 2020                           | Tom Sheppard | Deirdre Devlin, Mike Fasolo, Seth Green, Jamie Loftus, Harmony McElligott, Breckin Meyer, Michael Poisson, Matthew Senreich & Tom Sheppard  |
| 195        | 15        | Ich bin Pete                                        | Ghandi Mulholland in: Plastic Doesn't Get Cancer                          | 12. Juli 2020                                                                | 15. Sep. 2020                          | Tom Sheppard | Deirdre Devlin, Mike Fasolo, Seth Green, Jamie Loftus, Harmony McElligott, Breckin Meyer, Michael Poisson, Matthew Senreich & Tom Sheppard  |
| 196        | 16        | Das Farbenspiel des Feuers                          | Gracie Purgatory in: That's How You Get Hemorrhoids                       | 12. Juli 2020                                                                | 22. Sep. 2020                          | Tom Sheppard | Mike Fasolo, Seth Green, Jared Gruszecki, Harmony McElligott, Michael Poisson, Matthew Senreich, Tom Sheppard & Ellory Smith                |
| 197        | 17        | Es grünt so grün                                    | Sundancer Craig in: 30% of the Way to Crying                              | 19. Juli 2020                                                                | 29. Sep. 2020                          | Tom Sheppard | Mike Fasolo, Seth Green, Jared Gruszecki, Harmony McElligott, Michael Poisson, Matthew Senreich, Tom Sheppard & Ellory Smith                |
| 198        | 18        | Tatort Westeros                                     | Callie Greenhouse In: Fun. Sad. Epic. Tragic.                             | 31. März 2019 (Sneak Preview), 19. Juli 2020 (Ausstrahlung der ganzen Folge) | 6. Okt. 2020                           | Tom Sheppard | Nick Cron-DeVico, Mike Fasolo, Sasha Feiler, Seth Green, Jared Gruszecki, Michael McMillian, Breckin Meyer, Matthew Senreich & Tom Sheppard |
| 199        | 19        | Alexa - Tag der Abrechnung                          | Babe Hollytree in: I Wish One Person Had Died                             | 26. Juli 2020                                                                | 13. Okt. 2020                          | Tom Sheppard | Mike Fasolo, Seth Green, Jared Gruszecki, Harmony McElligott, Michael Poisson, Matthew Senreich, Tom Sheppard & Ellory Smith                |
| 200        | 20        | Endgame                                             | Endgame                                                                   | 26. Juli 2020                                                                | 20. Okt. 2020                          | Tom Sheppard | Mike Fasolo, Seth Green, Jared Gruszecki, Harmony McElligott, Michael Poisson, Matthew Senreich, Tom Sheppard & Ellory Smith                |

## Specials
| Nr. (ges.) | Nr. (St.) | Deutscher Titel                                                | Originaltitel                                                                             | Erstausstrahlung USA | Deutschsprachige Erstausstrahlung (D) |
| ---------- | --------- | -------------------------------------------------------------- | ----------------------------------------------------------------------------------------- | -------------------- | ------------------------------------- |
| 1          | 1         | Das Robot Chicken Weihnachts-Special                           | Christmas Special                                                                         | 22. Dez. 2005        | 22. Dez. 2009                         |
| 2          | 2         | Robot Chicken: Star Wars Episode I                             | Robot Chicken: Star Wars                                                                  | 17. Juni 2007        | 2. Apr. 2008                          |
| 3          | 3         | Robot Chicken: Star Wars Episode II                            | Robot Chicken: Star Wars Episode II                                                       | 16. Nov. 2008        | 3. Mai 2009                           |
| 4          | 4         | Robot Chicken: Star Wars Special Edition                       | Robot Chicken: Star Wars Episode 2.5                                                      | 23. Nov. 2009        | 15. Dez. 2016                         |
| 5          | 5         | Das nächste Robot Chicken Weihnachts-Special                   | Robot Chicken’s DP Christmas Special                                                      | 12. Dez. 2010        | 15. März 2015                         |
| 6          | 6         | Robot Chicken: Star Wars Episode III                           | Robot Chicken: Star Wars Episode III                                                      | 19. Dez. 2010        | 25. Okt. 2014                         |
| 7          | 7         | Robot Chicken DC Comics Special                                | Robot Chicken DC Comics Special                                                           | 9. Sep. 2012         | 6. Juli 2015                          |
| 8          | 8         | Der Geist der verdorbenen Weihnacht                            | Born Again Virgin Christmas Special                                                       | 16. Dez. 2013        | 24. Dez. 2016                         |
| 9          | 9         | DC Comics Special II: Schurken im Paradies                     | Robot Chicken DC Comics Special 2: Villains in Paradise                                   | 6. Apr. 2014         | 7. Juli 2015                          |
| 10         | 10        | Das Robot Chicken Weihnachts-Special: Ein Vater zu Weihnachten | The Robot Chicken Christmas Special: The X-Mas United                                     | 13. Dez. 2015        | 28. Sep. 2016                         |
| 11         | 11        | Das Robot Chicken Walking Dead Special: Die wahre Geschichte   | The Robot Chicken Walking Dead Special: Look Who's Walking                                | 8. Okt. 2017         | 7. Nov. 2017                          |
| 12         | 12        | Das Robot Chicken Haschkeks-Weihnachts-Special                 | Freshly Baked: The Robot Chicken Santa Claus Pot Cookie Freakout Special: Special Edition | 10. Dez. 2017        | 26. Feb. 2018                         |